# موی‌شکم‌تباران
موی‌شکم‌تباران (نام علمی: Gastrotricha) شاخه‌ای از سلسلهٔ جانوران است شامل جانوران ریز با طول کمتر از یک میلی‌متر و شکمی تخت و پوشیده از مژه‌های شکمی.